# Cultura de Corea del Norte
Este artículo trata acerca de la cultura contemporánea de Corea del Norte. Para el artículo relacionado con Corea del Sur, véase Cultura contemporánea de Corea del Sur. Para la cultura tradicional de Corea, tanto del Norte como del Sur, véase Cultura de Corea

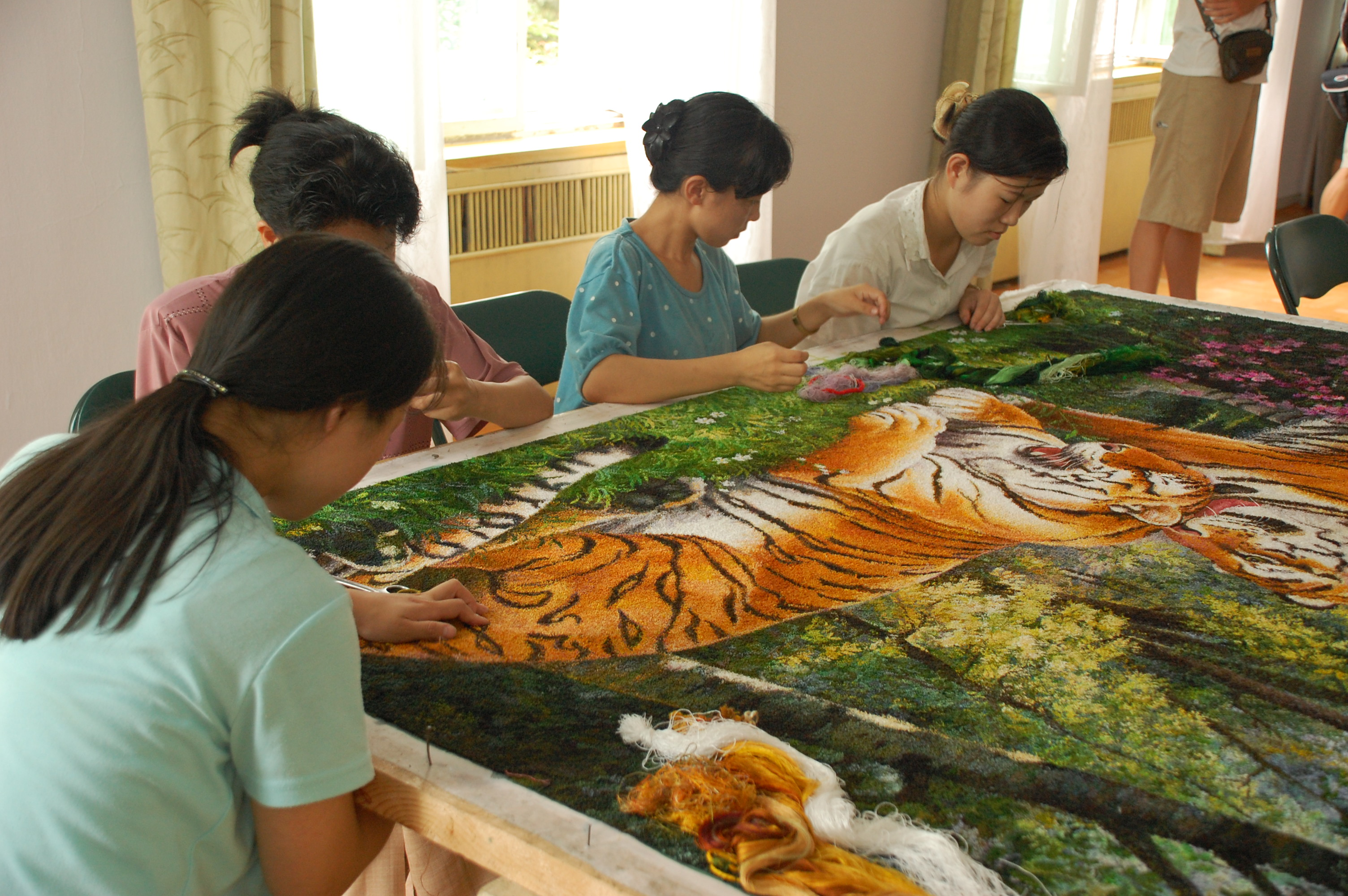
Mujeres en el Instituto de Bordado de Pionyang.

La cultura contemporánea de Corea del Norte está basada en la cultura tradicional coreana, pero desarrollada desde la creación de Corea del Norte en 1948. Los coreanos han sido capaces de desarrollar y mantener una cultura única, luego de adoptar y ser influenciados por culturas vecinas por cerca de 3000 años.  
Durante la ocupación japonesa (1910-1945), el gobierno de dicho país intentó que los coreanos adoptaran el idioma japonés y su cultura. Muchos artefactos coreanos fueron robados o quemados por los japoneses. El deseo del régimen norcoreano de preservar su cultura, incluyendo varios aspectos tradicionales tales como la comida, el vestuario, el arte, la arquitectura, y costumbres, es motivado en parte por la experiencia histórica de los intentos de erradicación cultural por parte de Japón.
La ideología Juche asegura la distintividad cultural y la creatividad así como también los poderes productivos de la clase obrera.
El arte en Corea del Norte es primariamente didáctico; la expresión cultural sirve como un instrumento para inculcar la ideología Juche y la necesidad de continuar la lucha por la revolución y reunificación de la península coreana. Existe poca sutileza en las principales expresiones culturales contemporáneas. Los gobiernos y habitantes de otros países, especialmente los japoneses y norteamericanos, son tildados de monstruos sin corazón (también mencionados como "imperialistas"); los héroes revolucionarios y heroínas son vistos como figuras santas. Los tres temas más consistentes son el martirio durante la lucha revolucionaria (expresada en libros como por ejemplo Mar de sangre), la felicidad de la sociedad actual, y el genio del "gran líder" o "querido líder".
Kim Il-sung se describía a sí mismo como un escritor de "obras maestras clásicas" durante la lucha contra los japoneses. Las novelas creadas "bajo su dirección" incluyen La niña flor, El mar de sangre, y La canción de Corea; estos son considerados "prototipos y modelos de la literatura y arte Juche". Un reporte periodístico de 1992 describía a Kim en semi-retiro escribiendo sus memorias.
El estado y el Partido de los Trabajadores de Corea (PTC) controlan la producción de literatura y arte. A inicios de los años 90, no existían evidencias de movimientos culturales o literarios clandestinos como los samizdat de la Unión Soviética o los que existen en la República Popular de China. El partido ejerce el control sobre la cultura a través de su Departamento de Propaganda y Agitación y el Departamento de Cultura y Artes del Comité Central del PTC.
La población tiene poca o nula exposición a influencias culturales foráneas provenientes de grupos de música y danza y otros estilos, que se presentan para audiencias limitadas. Durante los años 80 e inicios de los 90, la prensa norcoreana le dio a Kim Jong-il el crédito de trabajar incansablemente por hacer del país un "reino del arte" donde se estaba llevando a cabo un renacimiento cultural.
Un tema central de la expresión cultural es tomar lo mejor del pasado y suprimir los elementos "reaccionarios". Los estilos y temas populares y vernaculares en la literatura, el arte, la música y la danza son considerados como la única expresión del espíritu de la nación coreana.
Pionyang y otras grandes ciudades ofrecen la mayor parte de las expresiones culturales. Los "escuadrones de propaganda de arte" viajan a los sitios de producción en las provincias para realizar lecturas de poesía, presentaciones de teatro, y canciones para "felicitar a los trabajadores en sus éxitos" e "inspirarlos a mayores éxitos". Dichos escuadrones son prominentes en las zonas rurales durante la temporada de cosecha.

## Literatura, música y cine
La literatura y música se ven influenciadas por la política. Una serie de novelas históricas —Pulmyouui yoksa (Historia Immortal)— representan el heroísmo y tragedia de la era "pre-liberación". La Guerra de Corea es un tema recurrente en los libros.
Las "óperas revolucionarias", derivadas de las óperas tradicionales coreanas, conocidas como ch'angguk, a menudo utilizan variaciones de canciones folklóricas coreanas. Los antiguos cuentos de hadas han sido transformados para incluir temas revolucionarios. Como parte de la política partidista de preservar lo mejor del pasado de Corea, algunas obras vernaculares como el Sasong kibong (Encuentro de Cuatro Personas) y el Ssangch'on Kibong (Encuentro en los Dos Ríos) han sido reimpresos.
Algunas composiciones musicales son "Canción del General Kim Il Sung", "Larga Vida y Buena Salud al Líder", y "Cantamos a Su Benevolente Amor", himnos que ensalzan al "gran líder". Otra canción, conocida como "Diez Millones de Bombas Humanas para Kim Il Sung" es interpretada a las siete de la mañana cada día. De acuerdo a un escritor norcoreano[¿quién?], "nuestros músicos han seguido la política partidista de componer música orquestada basada en canciones famosas y folklóricas entre nuestra gente y producen numerosas piezas instrumentales de un nuevo tipo". Esta música incluye una sinfonía basada en el tema de El Mar de Sangre, la cual ha también sido una ópera revolucionaria.
Las películas son reconocidas como el "más poderoso medio para educar a las masas" y juega un rol central en la educación social. De acuerdo a fuentes norcoreanas, "los filmes para los niños contribuyen a la formación de la naciente generación, con una mirada a la creación de un nuevo tipo de humano, armónicamente evolucionado y equipado con conocimiento bien fundado y un cuerpo sano y mente sana". Uno de los filmes más influyentes, "An Jung-geun dispara a Ito Hirobumi", cuenta la vida del asesino que mató en 1909 al Residente-general japonés en Corea. Fue representado como un patriota con coraje, aunque sus intentos para liberar Corea fueron frustrados debido a que la gente no estaba unida bajo un líder "que conociera las tácticas y estrategias de guerra".